# Canário-do-campo
Tentilhão-de-cauda-graduada ou canário-do-campo (Emberizoides herbicola) é uma espécie de ave da família Thraupidae, que pode ser encontrada em Argentina, Bolívia, Brasil, Colômbia, Costa Rica, Equador, Guiana Francesa, Guiana, Panamá, Paraguai, Peru, Suriname, Uruguai e Venezuela.

## Habitat

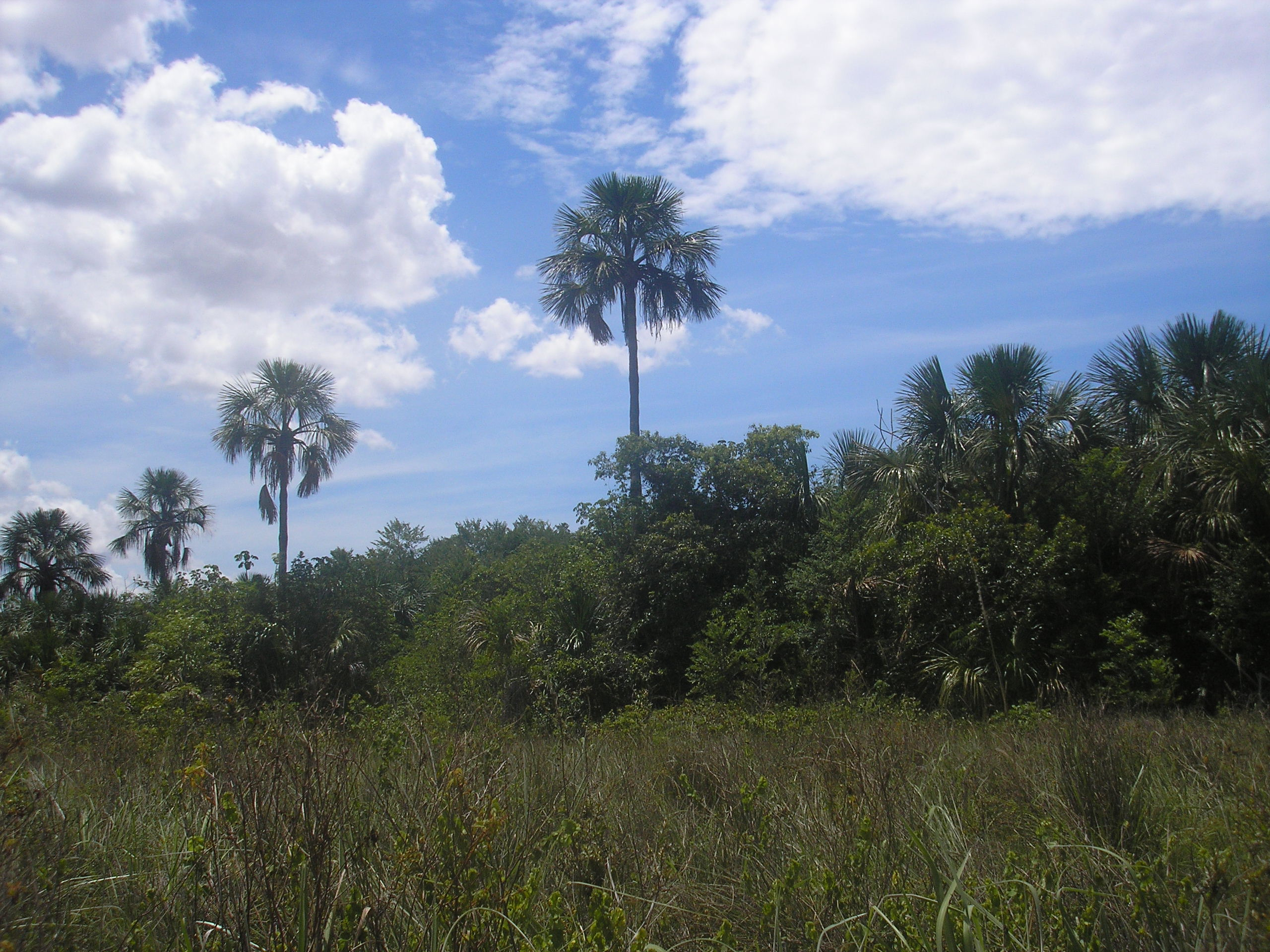
O cerrado habitat natural do canário do campo

Seu habitat natural é o cerrado ou a savana seca tropical o subtropical das terras baixas, com pastagens sazonalmente húmidos, com gramíneas, árvores esparsas e arbustos, principalmente onde a grama é alta e não está desgastada ou queimada, e também as florestas muito antigas degradadas.

## Descrição
Mede entre 18 e 20 cm de comprimento e pesa entre 22 e 30 g. A coroa e as costas são de cor marrom camurça, com listas pretas acastanhadas, bem perceptíveis; nas asas, as penas coberteras e as bordas das primáriassão verde-oliva brilhante, as secundárias e as bordas das retrizes exibem cor camurça opaco e o ombro é amarelo. A face próxima aos olhos, é acinzentada, à frente do olho apresenta um pequeno semicírculo branco; sobrancelhas e bochechas são marrons esbranquiçada. A garganta e a barriga são brancas e os flancos apresentam umas poucas listas escuras. Tem uma longa cauda, cujo comprimento é mais da metade de seu corpo. O bico é amarelo brilhante com top preto. As pernas são de castanho claro amareladas  a rosadas.
Os imaturos têm a sobrancelha e o lado inferior amarelo enxofre e as mandíbulas esbranquiçadas; os lados do peito são muito estriados.

## Alimentação
Caça insetos e pega sementes no chão ou no meio dos talos das gramíneas.

## Reprodução
Com  comportamento abertamente territorial, os casais vivem sendo extremamente fiéis a um território, que o macho defende contra qualquer aproximação dos outros machos da espécie. Se reproduzem de maio a setembro. Constroem o ninho em forma de taça, com hastes da grama seca e umas poucas raízes pequenas, entre o nível do solo e cerca de 30 cm de altura, entre as gramíneas. A fêmea bota 2 ou 3 ovos brancos, com algumas manchas pretas na extremidade mais grossa.

## Videos
- Commons
- Wikispecies